# Marklohe
Marklohe est une commune allemande de l'arrondissement de Nienburg/Weser, Land de Basse-Saxe.

## Géographie
Marklohe est au bord de la Weser
|         | Balge    | Drakenburg     |
| Wietzen | Marklohe | Nienburg/Weser |
|         | Binnen   |                |

La commune comprend les quartiers de Lemke et Wohlenhausen et, plus éloigné, d'Oyle.

## Histoire
En 1931, la commune change son nom de Lohe à Marklohe en reprenant l'hypothèse qu'il y avait ici un marklo, un point de rencontre des Saxons.

## Infrastructure
Marklohe se trouve sur la Bundesstraße 214, entre Nienburg et Sulingen, et sur la Bundesstraße 6, entre Nienburg et Brême.

## Personnalités liées à la commune
- Hans Adolf von Arenstorff (1895–1952), général-major.
- Magdalene Thimme (1880–1951), pédagogue et résistante au nazisme.
- Wilhelm Thimme (1879–1966), théologien.
- Katja Keul (née en 1969), élue au Bundestag depuis 2009 pour Alliance 90/Les Verts.

## Source, notes et références
- (de) Cet article est partiellement ou en totalité issu de l’article de Wikipédia en allemand intitulé « Marklohe » (voir la liste des auteurs).